# 鹿児島市立龍水小学校
鹿児島市立龍水小学校（かごしましりつりゅうすいしょうがっこう）は、かつて鹿児島県鹿児島市吉野町竜ヶ水にあった市立小学校（竜水小学校と記載する場合もある）。

## 概要
同校は、鹿児島市の北部、吉野町の竜ヶ水地域に位置し、吉野台地の崖下、姶良カルデラ壁のわずかな土地に階段状に建っていた。
校区は沿岸部の花倉から平松までの海岸地域と、吉野台地の上ノ原地域が対象。上ノ原地域の児童は毎日林道を歩いて通学していた（現在の竜ヶ水遠行コース）。
創立から77年目の1970年（昭和45年）3月31日、児童数の減少（3月の閉校時111人）により閉校。花倉から平松までの海岸地域は清水小学校区、上ノ原地域は吉野小学校区へそれぞれ分割統合された。
現在、小学校の跡地は1993年5月の平成5年8月豪雨など、度々発生した土砂崩れで損壊したことに加え、経年で草木がいたるところに生い茂っている為、殆ど当時の様子を留めているものは無い。現存するのは閉校時に建立された石碑や、校門・通学路跡、それに一部の体育用具などごくわずかである。
なお、当時の様子は国土地理院の地図・空中写真閲覧サービスで確認する事ができる（閉校年度の空中写真は、MKU695X-C3-8及びMKU695X-C3-9が該当）。
- 「閉校時の概要」

学級数：6学級（各学年1学級）
在籍数：114人（昭和44年4月1日時点）
職員数：校長、教頭、教諭（6人）、養護教諭、事務職（2人）、調理担当、司書補　※合計13人

## 歴史
- 1880年（明治13年）　私立龍ヶ水小学校、平松小学校開校
- 1889年（明治22年） 4月1日　町村制施行により、鹿児島郡吉野村が成立
- 1893年（明治26年） 4月24日　両校が統合され、吉野村立龍水尋常小学校開校
- 1926年（大正15年） 4月1日　高等科が併設され、吉野村立龍水尋常高等小学校となる。
- 1934年（昭和9年） 8月1日　吉野村の鹿児島市への編入により、所管が鹿児島市に移管される。
- 1941年（昭和16年） 国民学校令により、鹿児島市立龍水国民学校となる。
- 1947年（昭和22年） 学制改革の実施により、鹿児島市立龍水小学校となる。
- 1961年（昭和36年） コンクリート製のプールが完成する（長さ10m、幅４mの小プール）。
- 1970年（昭和45年）
  - 3月27日　閉校に先がけ閉校式を実施
  - 3月31日　児童数の減少により閉校。鹿児島市立清水小学校及び鹿児島市立吉野小学校へ分割統合

## 通学区域
- 鹿児島市吉野町の花倉から平松までの海岸地域及び上ノ原地域

## ギャラリー

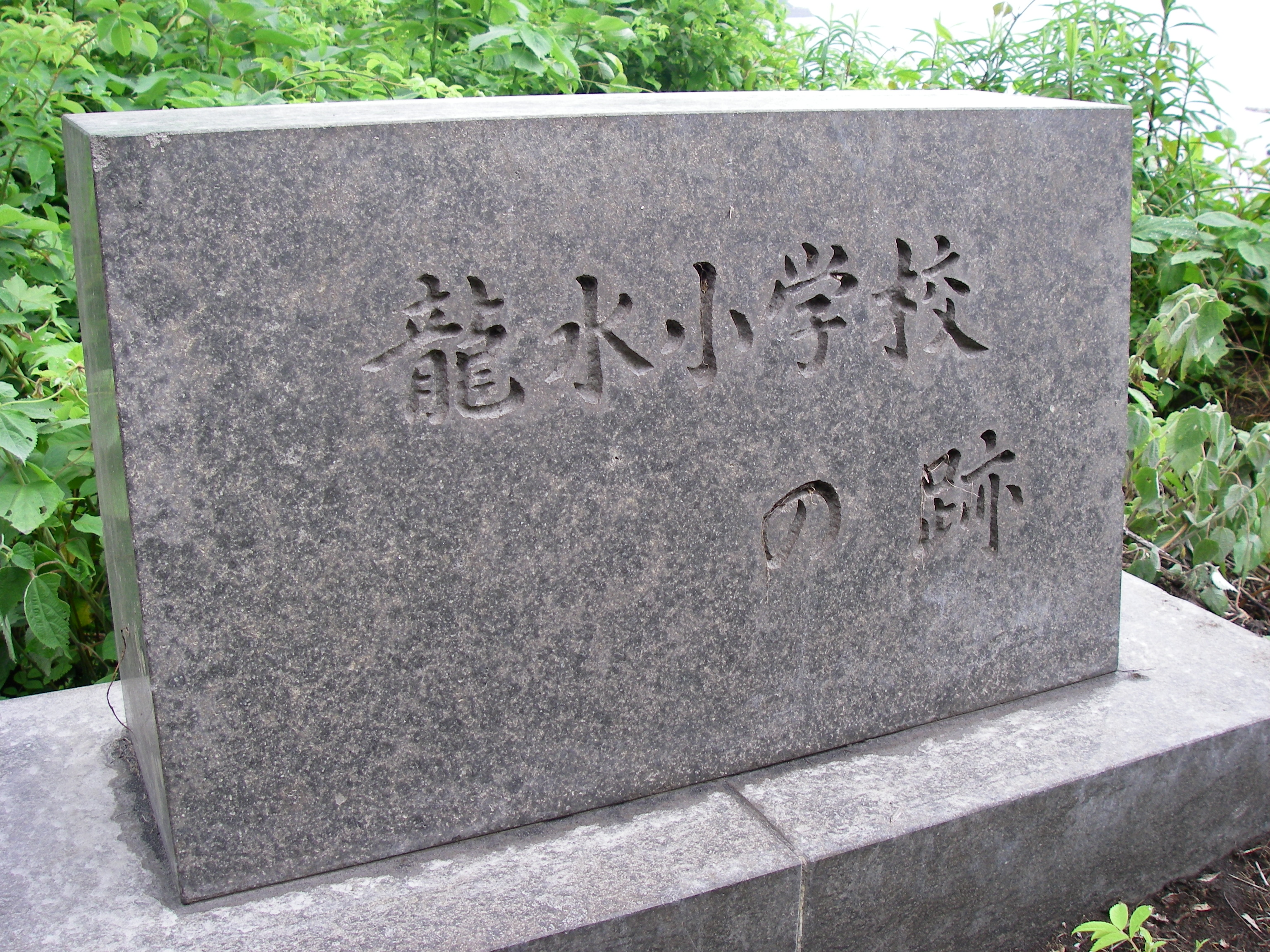
龍水小学校跡石碑
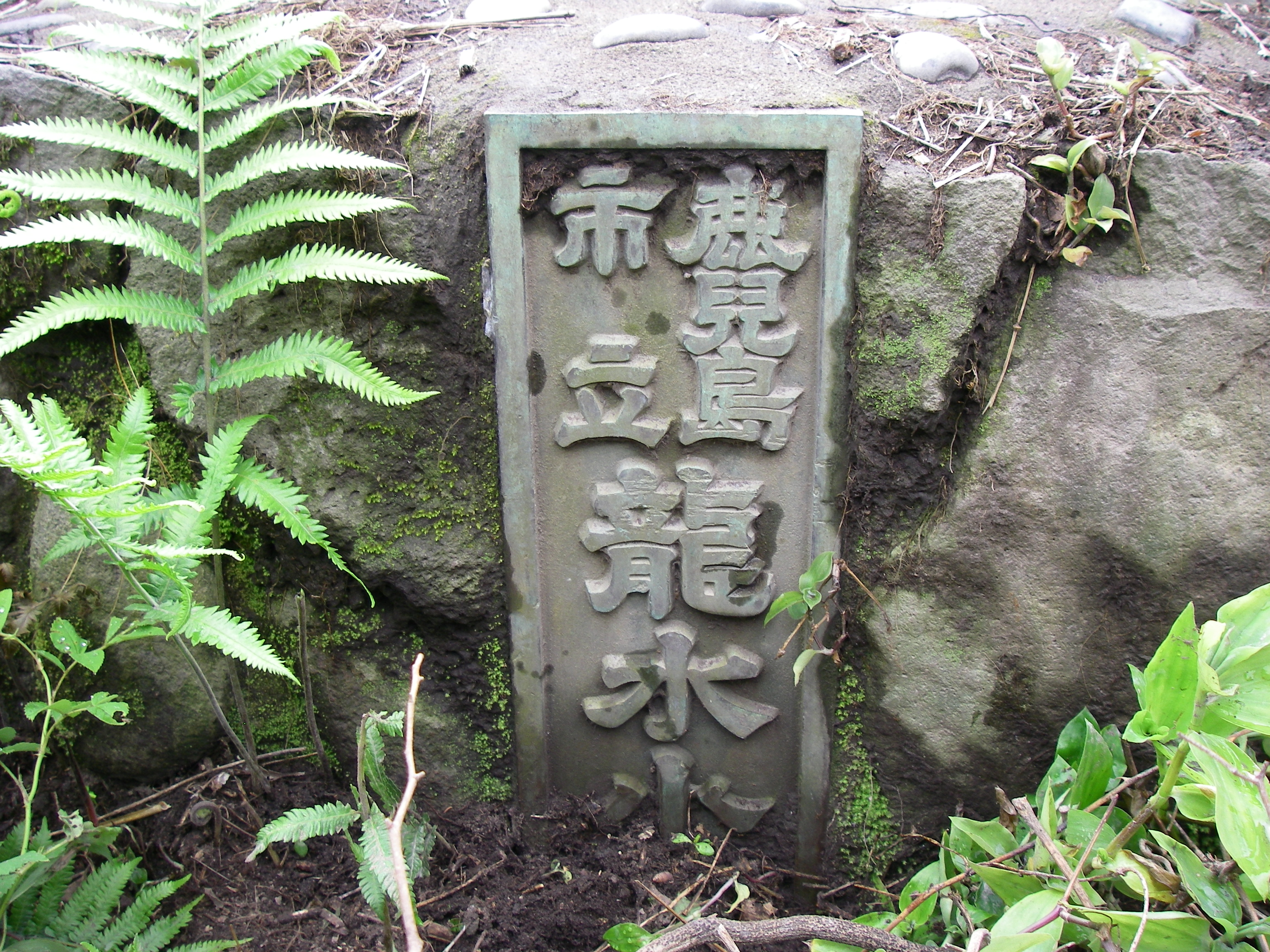
龍水小学校跡石碑
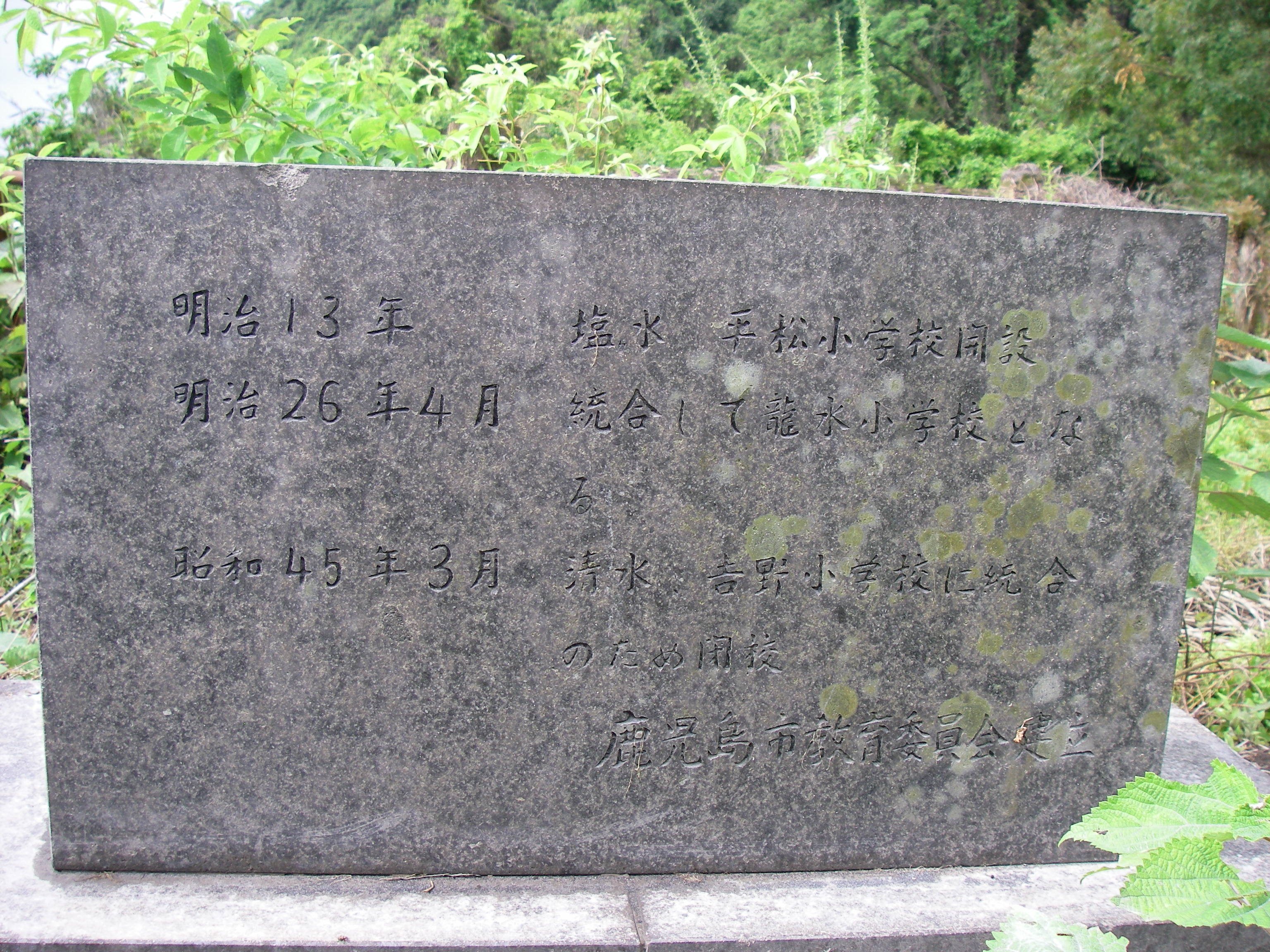
龍水小学校跡石碑
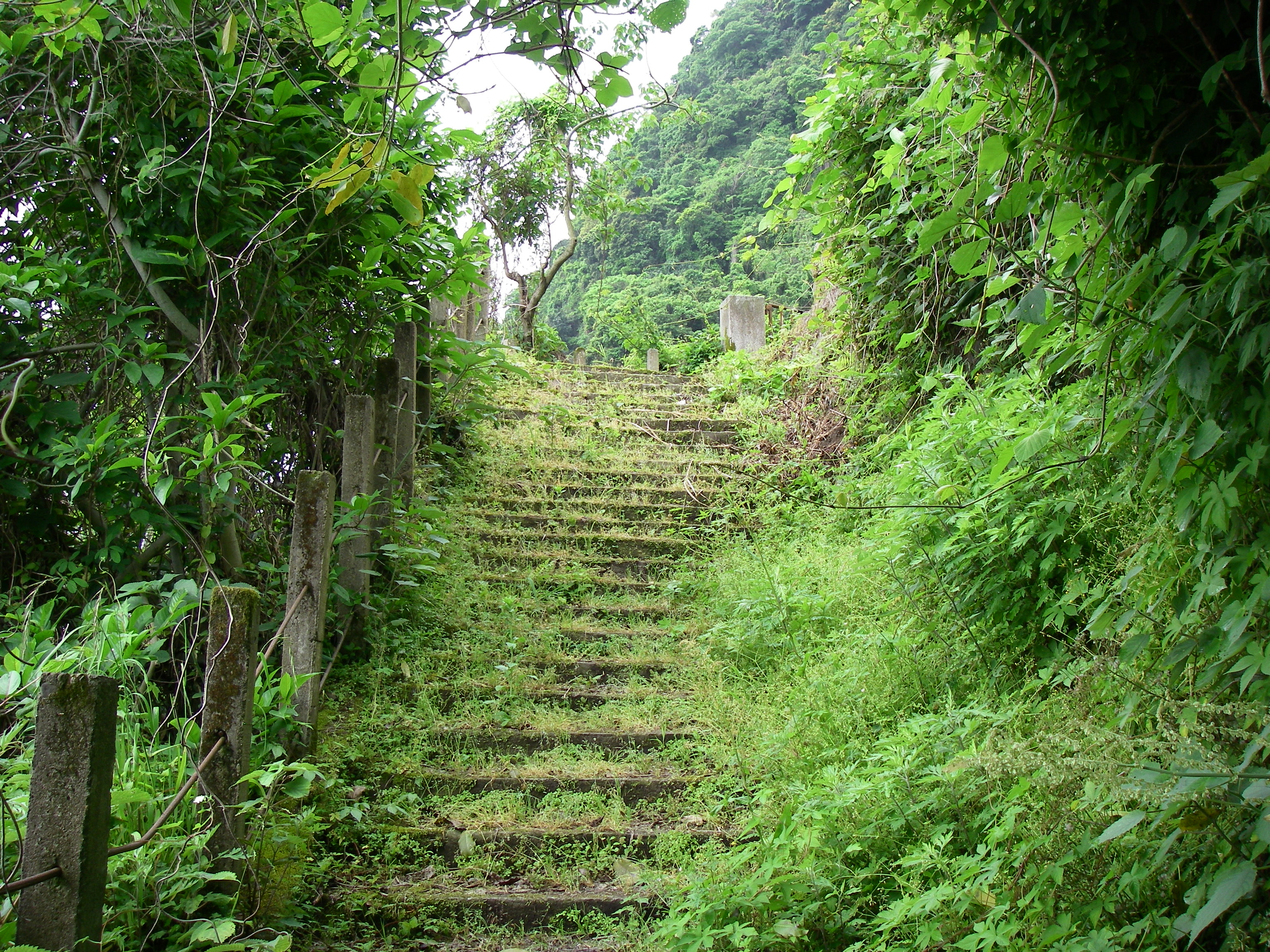
龍水小学校に通じる階段と校門
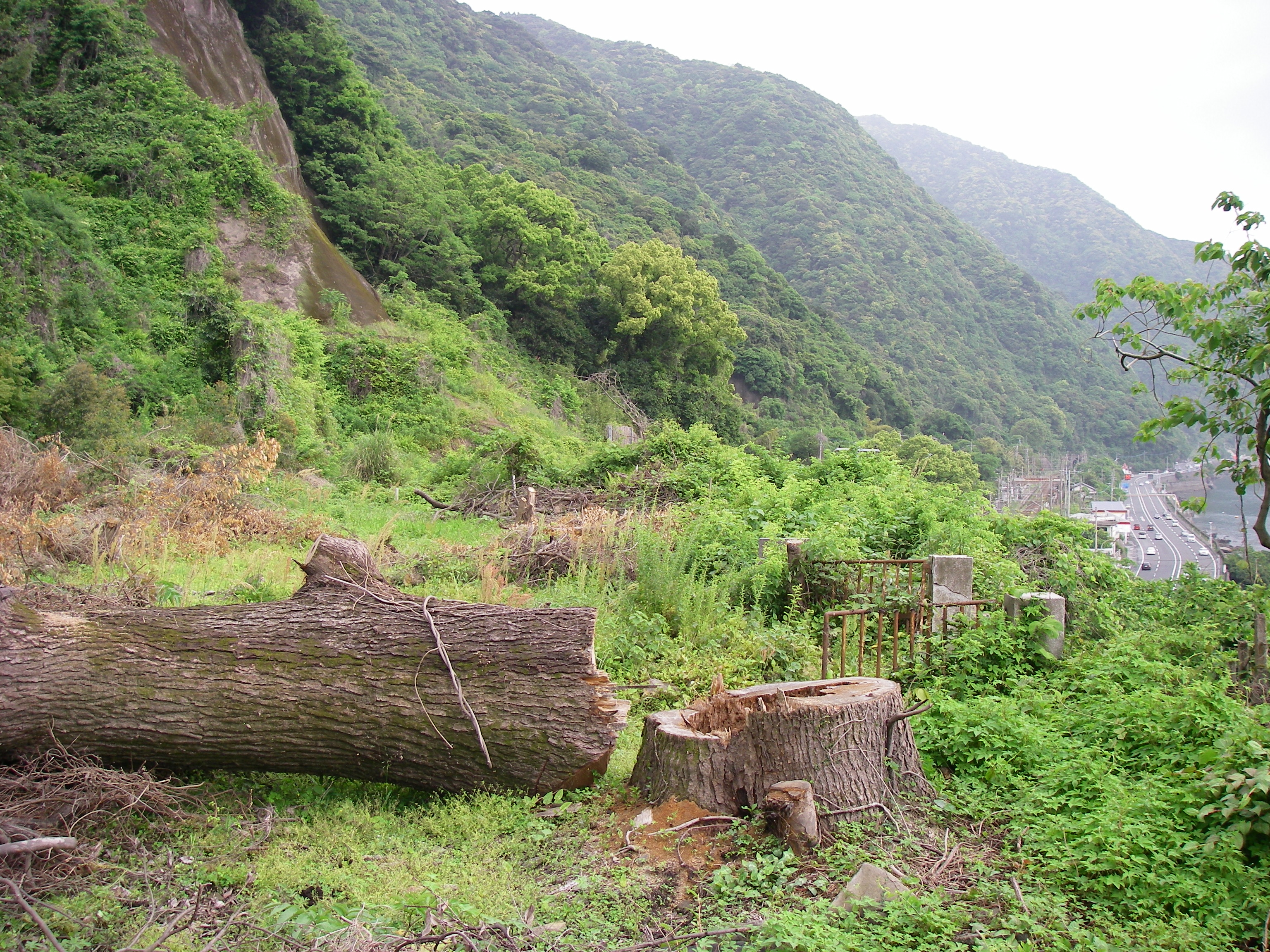
龍水小学校校庭跡から国道10号線を望む
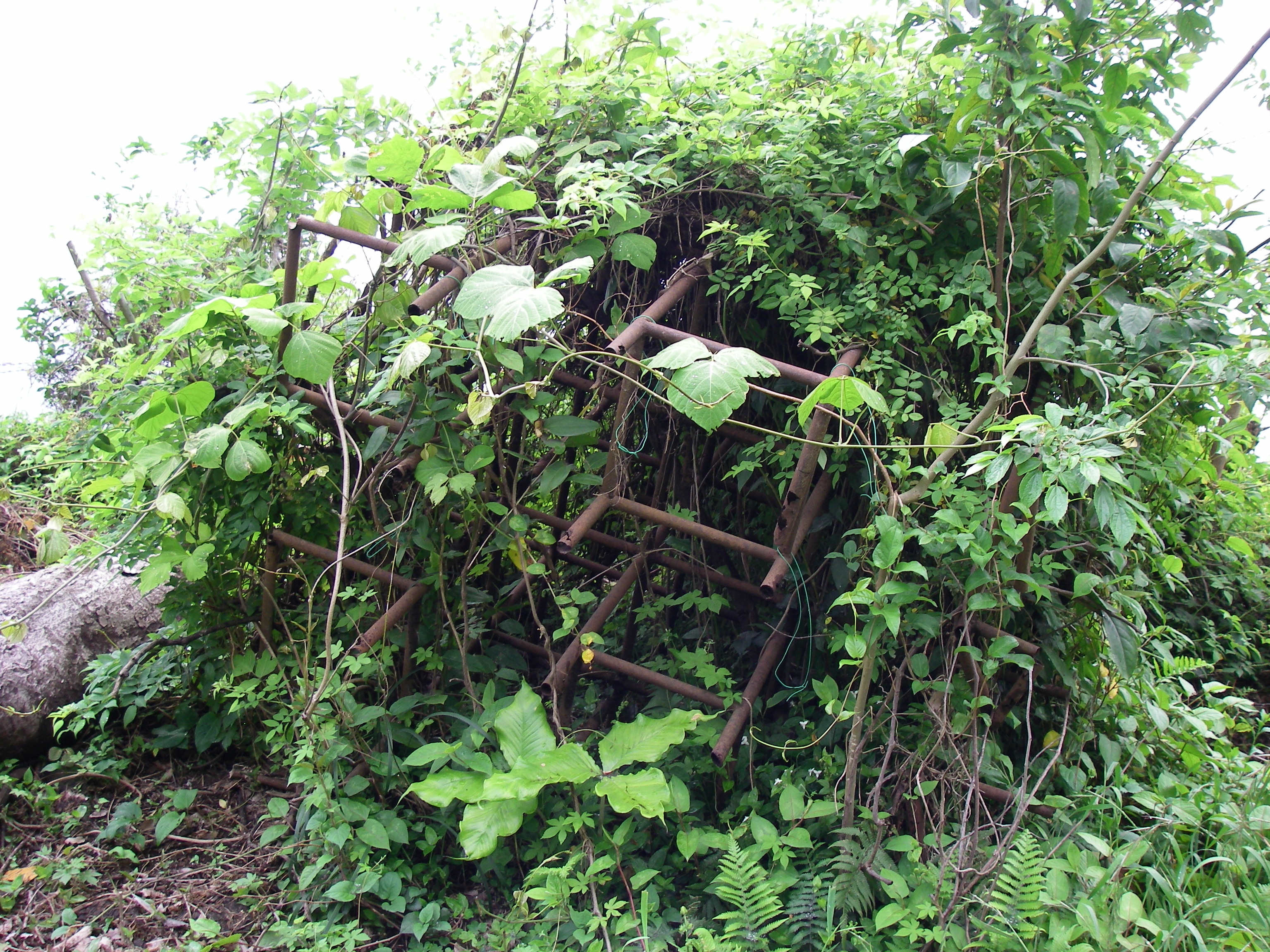
校庭跡に残る体育用具

## その他
2016年3月24日のMBCアーカイブス「昭和のふるさと」において、最後の卒業式の様子が放送された（カラー映像）。

## 参考資料
- かごしま市民のひろば（鹿児島市広報デジタルアーカイブ）　1970年 (昭和45年4月号) 第35号
- MBCアーカイブス「昭和のふるさと」　2016年3月24日放送
- 鹿児島市史Ⅱ　1970年 (昭和45年3月発刊)